# Mixu Paatelainen
Mika-Matti Paatelainen detto Mixu (Helsinki, 3 febbraio 1967) è un allenatore di calcio ed ex calciatore finlandese, di ruolo attaccante.

## Statistiche

### Club
Statistiche aggiornate al 5 ottobre 2022.
| Stagione         | Squadra          | Campionato       | Campionato | Campionato | Campionato | Campionato | Coppe nazionali | Coppe nazionali | Coppe nazionali | Coppe nazionali | Coppe nazionali | Coppe continentali | Coppe continentali | Coppe continentali | Coppe continentali | Coppe continentali | Altre coppe | Altre coppe | Altre coppe | Altre coppe | Altre coppe | Totale | Totale | Totale | Totale | % Vittorie | Piazzamento       |
| Stagione         | Squadra          | Comp             | G          | V          | N          | P          | Comp            | G               | V               | N               | P               | Comp               | G                  | V                  | N                  | P                  | Comp        | G           | V           | N           | P           | G      | V      | N      | P      | %          | Piazzamento       |
| ---------------- | ---------------- | ---------------- | ---------- | ---------- | ---------- | ---------- | --------------- | --------------- | --------------- | --------------- | --------------- | ------------------ | ------------------ | ------------------ | ------------------ | ------------------ | ----------- | ----------- | ----------- | ----------- | ----------- | ------ | ------ | ------ | ------ | ---------- | ----------------- |
| 2007             | TPS              | VL               | 26         | 13         | 4          | 9          | SC              | 1               | 0               | 0               | 1               | -                  | -                  | -                  | -                  | -                  | -           | -           | -           | -           | -           | 27     | 13     | 4      | 10     | 48,15      | 3°                |
| gen.-mag. 2008   | Hibernian        | SP               | 17         | 7          | 3          | 7          | SC+SLC          | 3+2             | 1+1             | 1+0             | 1+1             | -                  | -                  | -                  | -                  | -                  | -           | -           | -           | -           | -           | 22     | 9      | 4      | 9      | 40,91      | Sub., 6°          |
| 2008-2009        | Hibernian        | SP               | 38         | 11         | 14         | 13         | SC+SLC          | 1+1             | 0+0             | 0+0             | 1+1             | -                  | -                  | -                  | -                  | -                  | Int         | 2           | 0           | 0           | 2           | 42     | 11     | 14     | 17     | 26,19      | 6°                |
| Totale Hibernian | Totale Hibernian | Totale Hibernian | 55         | 18         | 17         | 20         |                 | 7               | 2               | 1               | 4               |                    | -                  | -                  | -                  | -                  |             | 2           | 0           | 0           | 2           | 64     | 20     | 18     | 26     | 31,25      |                   |
| 2010-mar. 2011   | Kilmarnock       | SP               | 30         | 13         | 6          | 11         | SC+SLC          | 1+3             | 0+2             | 0+0             | 1+1             | -                  | -                  | -                  | -                  | -                  | -           | -           | -           | -           | -           | 34     | 15     | 6      | 13     | 44,12      | Ris. cons.        |
| ott. 2015-2016   | Dundee Utd       | SP               | 25         | 5          | 4          | 16         | SC+SLC          | 4+1             | 3+0             | 0+0             | 1+1             | -                  | -                  | -                  | -                  | -                  | -           | -           | -           | -           | -           | 30     | 8      | 4      | 18     | 26,67      | Sub., 12° (retr.) |
| feb.-apr. 2018   | Ubon UMT         | TL1              | 11         | 2          | 1          | 8          | TLC             | -               | -               | -               | -               | -                  | -                  | -                  | -                  | -                  | -           | -           | -           | -           | -           | 11     | 2      | 1      | 8      | 18,18      | Eson.             |
| 2022             | HIFK             | VL               | 22         | 1          | 5          | 16         | SC              | 5               | 1               | 3               | 1               | -                  | -                  | -                  | -                  | -                  | -           | -           | -           | -           | -           | 27     | 2      | 8      | 17     | &7,41      | Eson.             |
| Totale carriera  | Totale carriera  | Totale carriera  | 169        | 52         | 37         | 80         |                 | 22              | 8               | 4               | 10              |                    | -                  | -                  | -                  | -                  |             | 2           | 0           | 0           | 2           | 193    | 60     | 41     | 92     | 31,09      |                   |

### Nazionali
Statistiche aggiornate al 15 giugno 2021.

#### Nazionale finlandese
| Squadra   | Naz                  | dal           | al             | Record | Record | Record | Record     | Record | Record | Record | Record |
| G         | V                    | N             | P              | GF     | GS     | DR     | % Vittorie |        |        |        |        |
| --------- | -------------------- | ------------- | -------------- | ------ | ------ | ------ | ---------- | ------ | ------ | ------ | ------ |
| Finlandia | Finlandia (bandiera) | 31 marzo 2011 | 15 giugno 2015 | 45     | 17     | 10     | 18         | 59     | 62     | −3     | 37,78  |

#### Nazionale lettone
| Squadra  | Naz                 | dal            | al              | Record | Record | Record | Record     | Record | Record | Record | Record |
| G        | V                   | N              | P               | GF     | GS     | DR     | % Vittorie |        |        |        |        |
| -------- | ------------------- | -------------- | --------------- | ------ | ------ | ------ | ---------- | ------ | ------ | ------ | ------ |
| Lettonia | Lettonia (bandiera) | 10 maggio 2018 | 4 dicembre 2018 | 9      | 1      | 5      | 3          | 5      | 10     | −5     | 11,11  |

#### Nazionale di Hong Kong
| Squadra   | Naz                  | dal           | al             | Record | Record | Record | Record     | Record | Record | Record | Record |
| G         | V                    | N             | P              | GF     | GS     | DR     | % Vittorie |        |        |        |        |
| --------- | -------------------- | ------------- | -------------- | ------ | ------ | ------ | ---------- | ------ | ------ | ------ | ------ |
| Hong Kong | Hong Kong (bandiera) | 9 aprile 2019 | 30 giugno 2021 | 12     | 1      | 2      | 9          | 4      | 24     | −20    | &8,33  |

## Palmarès

### Club

#### Competizioni nazionali
- Coppa di Finlandia: 1

Haka: 1985
- First Division: 1

Bolton: 1996-1997
- Scottish First Division: 1

Hibernian: 1998-1999

#### Competizioni regionali
- Forfarshire Cup: 1

Dundee United: 1987-1988